# Hemipenthes splendida
Hemipenthes splendida är en tvåvingeart som beskrevs av Zaitzev 1962. Hemipenthes splendida ingår i släktet Hemipenthes och familjen svävflugor. Inga underarter finns listade i Catalogue of Life.